# Renate Rubinstein

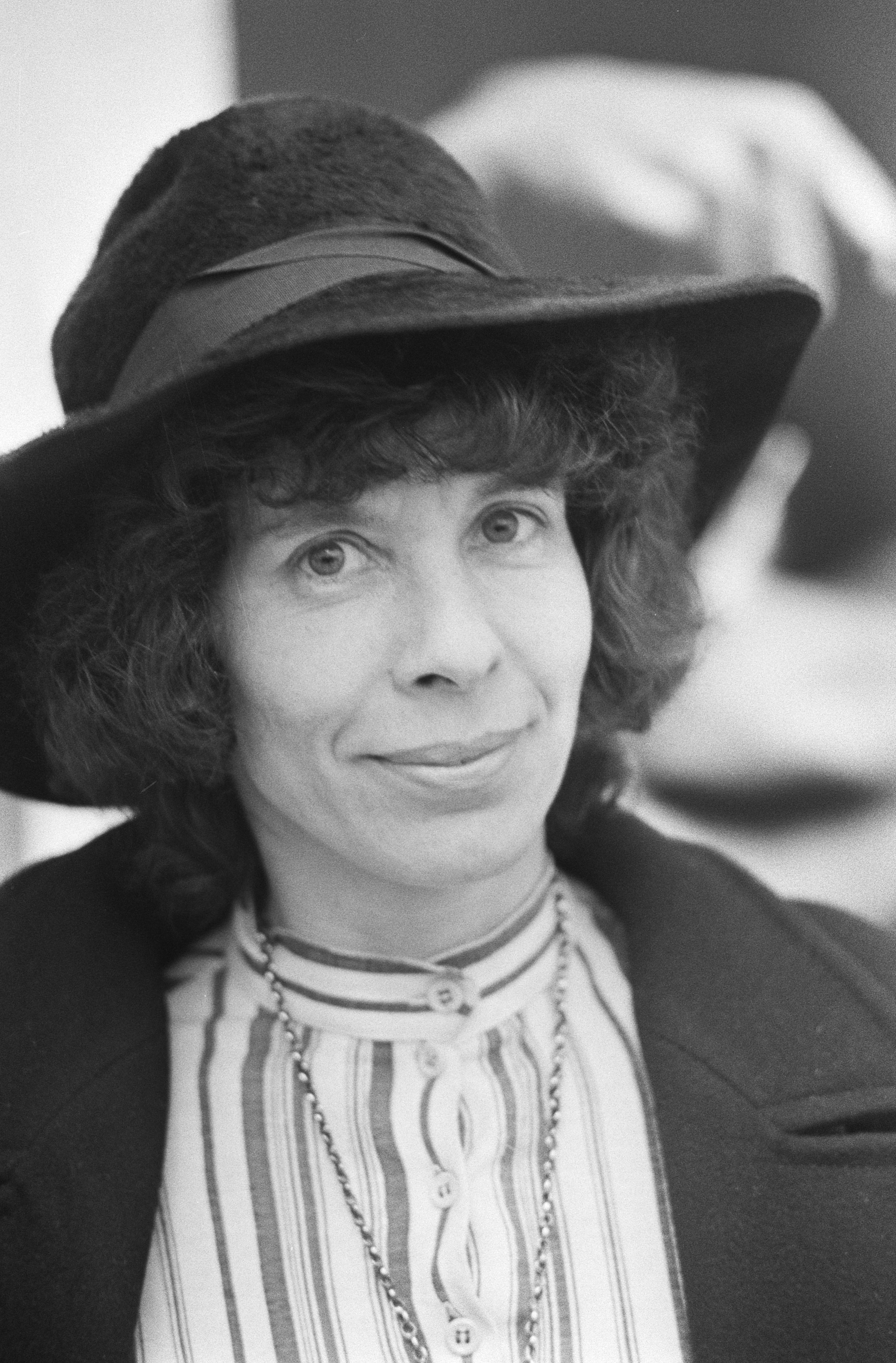
Renate Rubinstein 1971

Renate Rubinstein (Pseudonym: Tamar; geboren 16. November 1929 in Berlin; gestorben 23. November 1990 in Amsterdam) war eine deutsch-niederländische Schriftstellerin und Kolumnistin.

## Leben
Renate Rubinstein wurde 1929 als ältestes von drei Kindern der Marie Johanne Hamm und des Alfred Friedrich Wilhelm (Willy) Rubinstein in Berlin-Wilmersdorf geboren. Der Vater besaß ein mittelgroßes Konfektionsgeschäft für Damenmäntel, so dass ihre Kindheit von relativem Wohlstand geprägt war. Nach der „Machtergreifung“ der Nationalsozialisten (Willy Rubinstein war Jude) floh die Familie zunächst in die Niederlande und 1935/1936 nach London, wo sie jedoch nicht Fuß fassen konnte, so dass man sich 1938 zu einer Rückkehr nach Amsterdam entschied. Von dort wurde Willy Rubinstein 1940 als einer der ersten Juden verhaftet und über Westerbork nach Auschwitz-Monowitz deportiert, wo er 1942 ermordet wurde. Rubinsteins Mutter überlebte wie auch ihre Geschwister den Krieg und starb 1965.
Renate Rubinstein besuchte von 1942 bis 1948 das Vossius Gymnasium in Amsterdam. Nach einem Kibbuz-Aufenthalt in Israel kehrte sie 1955 dorthin zurück, um Politik- und Sozialwissenschaften zu studieren. Sie schrieb für verschiedene Zeitungen, unter anderem für das Nieuw Israëlitisch Weekblad und das studentische Wochenblatt Propria Cures, dessen Mitarbeiter Aad Nuis sie 1956 heiratete. Sie brach ihr Studium 1957 ab und war seitdem als freiberufliche Journalistin tätig. Von Nuis ließ sie sich 1963 scheiden, ihren neuen Partner Jaap van Heerden heiratete sie 1971.
Seit 1961 schrieb sie unter dem Pseudonym Tamar eine wöchentliche Kolumne in der Zeitung Vrij Nederland, die 1964 erstmals in Buchform publiziert wurde – diese „Tamar-Kolumne“ erschien fast 30 Jahre lang.
Renate Rubinstein entwickelte sich zu einer streitbaren Kolumnistin und war auch in die Themen der 1968er-Bewegung involviert. Sie protestierte gegen den Vietnamkrieg und ging 1966 gegen die Heirat von Prinzessin Beatrix mit dem Deutschen Claus von Amsberg „auf die Barrikaden“. Sie reiste 1967 für eine Zeitschrift nach Israel, Jordanien und den Libanon und sprach sich im Anschluss für einen eigenen palästinensischen Staat aus. Darüber hinaus engagierte sie sich in der so genannten „Weinreb-Affäre“ für den umstrittenen Schriftsteller Friedrich Weinreb – Judenretter oder Kollaborateur –, dessen Memoiren sie herausgab.
Ihr zweiter Ehemann Jaap van Heerden trennte sich 1973 von ihr; in dieser Zeit traten die ersten Anzeichen einer 1977 diagnostizierten Multiplen Sklerose auf. Sie blieb scharf in ihren Polemiken, kritisierte den Feminismus der 1970er und äußerte sich durchaus umstritten zu China.
Für ihr Umfeld überraschend – auch wegen ihrer früheren Proteste gegen das Königshaus – nahm sie 1985 den Auftrag für ein Interviewbuch mit dem Prinzen Willem-Alexander an, für das sie zehn Tage mit dem damals Siebzehnjährigen verbrachte.

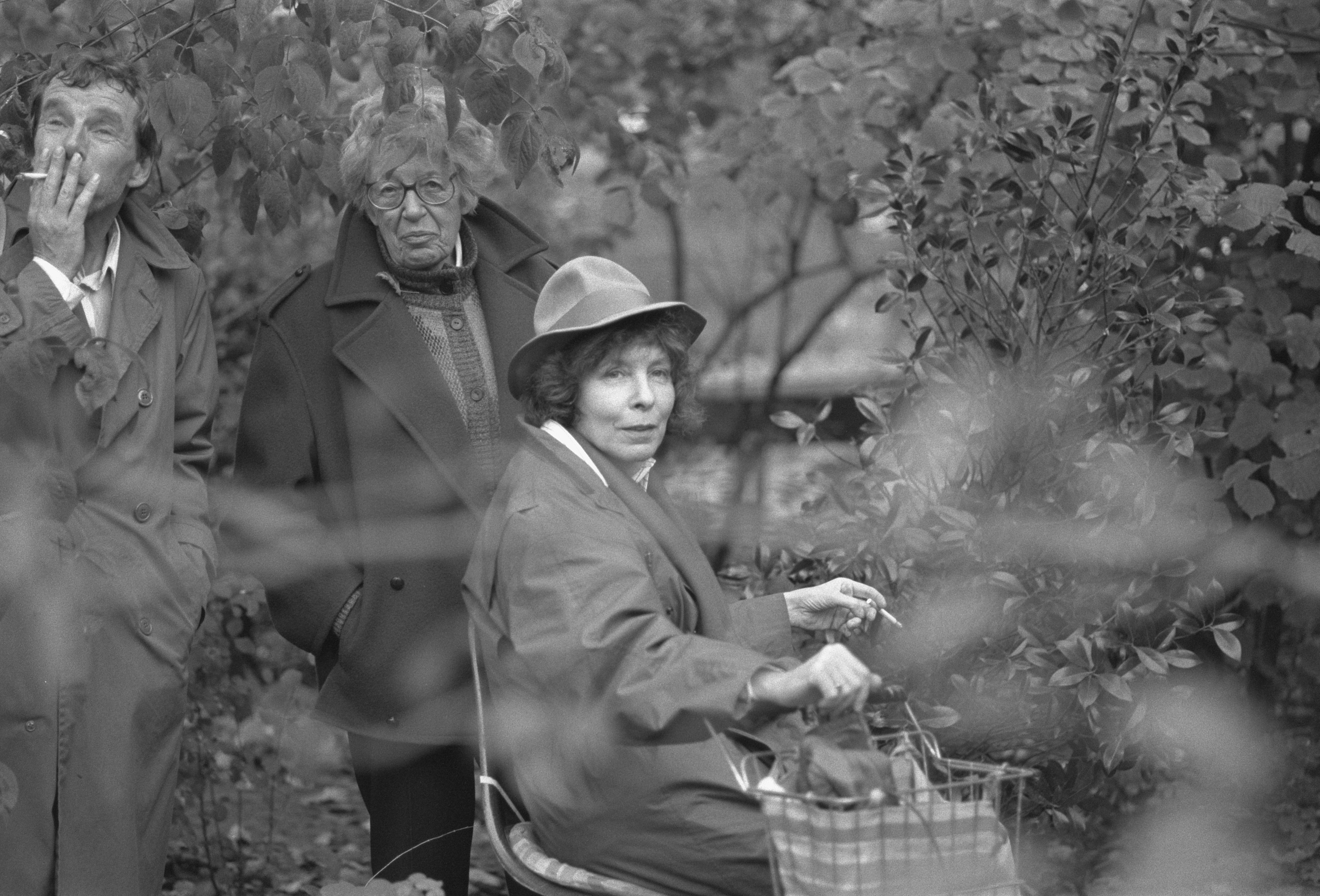
Rubinstein (sitzend) mit Annie M. G. Schmidt (Mitte) und Peter Vos, 1988

Nachdem ihr Kollege Simon Carmiggelt 1987 starb, mit dem sie seit 1977 eine geheimgehaltene Beziehung gehabt hatte (er war nach ihren Worten „der am meisten verheiratete Mann in den Niederlanden“), verfasste sie ein letztes Werk – Mein besseres Ich –, das erst nach ihrem Tod erschien und in dem sie ihre Beziehung offenlegte. Ihr Gesundheitszustand hatte sich rapide verschlechtert, und am 23. November 1990 starb sie in Anwesenheit ihrer Schwester und ihres Neffen durch Suizid. Sie wurde auf dem Amsterdamer Friedhof Zorgvlied beigesetzt.
In der Nachwirkung wurde Renate Rubinstein von dem Literaturkritiker Jaap Goedegebuure als „Königin der Kolumne“ bezeichnet und 2007 nahm das Literatuurmuseum in Den Haag sie in den so genannten „Pantheon“ als eine der 100 bedeutendsten (verstorbenen) niederländischsprachigen Literaturschaffenden auf.

## Auszeichnungen
- 1970: LOF-Preis des Lucas-Ooms-Fonds[2]
- 1979: Multatuli-Preis
- 1986: Jan-Greshoff-Preis
- 1988: Hélène de Montignyprijs

## Veröffentlichungen

### Auf Niederländisch (Auswahl)
- Jood in Arabië – Goi in Israël. 1967
- Tamarkolommen en andere berichten. Amsterdam 1973
- Klein Chinees woordenboek. Amsterdam 1975
- Niets te verliezen en toch bang. Amsterdam 1978
- Overgangscursus. Amsterdam 1990

### Auf Deutsch erschienen
- Nichts zu verlieren und dennoch Angst: Notizen nach einer Trennung (= Edition Suhrkamp. Band 22, 1022 = N.F.). Dt. Erstausg Auflage. Suhrkamp, Frankfurt am Main 1980, ISBN 3-518-11022-5.
- Immer verliebt (= Edition Suhrkamp. Band 337, 1337 = N.F.). 1. Auflage. Suhrkamp, Frankfurt am Main 1986, ISBN 3-518-11337-2.
- Sterben kann man immer noch: Notizen von einer Krankheit (= Edition Suhrkamp. Band 433, 1433 = N.F.). Dt. Erstausg., 1.  Auflage. Suhrkamp, Frankfurt am Main 1987, ISBN 3-518-11433-6.
- Mein besseres Ich: Erinnerungen an eine Liebe. 1. Auflage. Suhrkamp, Frankfurt am Main 1993, ISBN 3-518-40561-6.